# Slavko Damjanovic
Slavko Damjanovic (szerbül: Славко Дамјановић; 1992. november 2. –) montenegrói labdarúgó, jelenleg az indiai első osztályban szereplő Bengaluru játékosa.

## Pályafutása
Nikšićben született, pályafutása elején montenegrói klubokban játszott: Čelik Nikšić, Mogren, Sutjeska Nikšić és Mornar Bar, később Szerbiába igazolt az Spartak Suboticahoz, utána pedig az Bačka 1901 csapatában játszott. 2015 nyarán Magyarországra szerződött a Békéscsaba csapatához. A 2015–16-os szezonban a Békéscsabánál játszott, azonban kiestek az NB1-ből, ezért az idény végén távozott a csapattól. Ezután visszatért Montenegróba a korábbi klubjához, az Sutjeska Nikšićhez.
2017. július 1-jén aláírt a dél-afrikai Bidvest Witshez, amely a dél-afrikai első osztályban szerepelt. Ezután visszatért Montenegróba a Budućnost Podgorica csapatához, majd 2020 telén az üzbég első osztályban szereplő Lokomotiv Taskent csapatához szerződött. 2021. február 4-én a Topolya leigazolta.
2021. augusztus 5-én egyéves szerződést írt alá az indiai első osztályban szereplő Chennaiyin csapatával. 
2022 augusztusában a szerb Novi Pazarhoz igazolt, majd fél év után visszatért Indiába az ATK Mohun Baganhoz.
2023. június 28-án aláírt a szintén indiai Bengaluruhoz.

## Sikerei, díjai
Sutjeska Nikšić
- Montenegrói kupagyőztes: 2017

 Bidvest Wits
- Telkom Knockout: 2017

 Budućnost Podgorica
- Montenegrói kupagyőztes: 2019

 ATK Mohun Bagan
- Indiai bajnok: 2022–23